# Galiniera saxifraga
Galiniera saxifraga är en måreväxtart som först beskrevs av Ferdinand von Hochstetter, och fick sitt nu gällande namn av Diane Mary Bridson. Galiniera saxifraga ingår i släktet Galiniera och familjen måreväxter. Inga underarter finns listade i Catalogue of Life.